# Koyra chiini
El koyra chiini ([kojra tʃiːni], literalmente 'lengua de la ciudad', o songhay occidental) es una variedad de songhai hablada en Mali por unas 200 mil personas (1999) a lo largo del río Níger en Tombuctú y río arriba desde las localidades de Diré, Tonka, Goundam y Niafunké, así como en la localidad sahariana de Araouane al norte. En esta región, el koyra chiini es la lengua demográficamente más importante y también lingua franca de la región, usada también por las minorías que intragrupalmente usan el árabe hasaniyya, lenguas tuareg o el fulani.
El Djenné chiini [dʒɛnːɛ tʃiːni], es una variante dialectal del koyra chiini hablada en Djenné, que es mutuamente comprensible con él, aunque tiene diferencias sistemáticas con el koyra chiini propiamente dicho (en particular, tiene dos vocales adicionales /ɛ/ y /ɔ/) así como algunas diferencias sintáticas relacionadas con la focalización. Al este de Tombuctú, el koyra chiini da paso abruptamente a otra lengua songhay diferente, el koyraboro senni.
A diferencia de la mayoría de las lenguas songhay, en koyra chiini el tono no es fonémicamente distintivo, y tiene un orden sintáctico básico Sujeto Verbo Objeto más que SOV como sucede en otras lenguas songhay. Además presenta el cambio de la z original a j.